# 겐닌 (1201년)
겐닌(建仁, けんにん)은 일본의 연호(元号) 중 하나이다.
- 전후 : 쇼지(正治) 이후 - 겐큐(元久) 이전.
- 시기 : 1201년 ~ 1203년
- 천황 : 쓰치미카도 천황.
- 인세이 : 고토바 상황
- 쇼군 : 가마쿠라 막부의 미나모토 노 요리이에, 미나모토 노 사네토모
- 싯켄 : 호조 도키마사

## 개원(改元)
- 쇼지 3년 2월 13일(율리우스력 1201년 3월 19일), 신유혁명에 해당해 개원.
- 겐닌 4년 2월 20일(율리우스력 1204년 3월 23일), 겐큐로 개원된다.

## 출전
『문선(文選)』의 「夫竭智附賢者、必建仁策、索人求士者、必樹伯跡」.

## 겐닌 시기에 일어난 일
- 원년
  - 고토바 상황이 구마노(熊野)로 어행(御幸).
- 2년
  - 센고햐쿠반우타아와세(千五百番歌合)가 성립.
  - 민난 에이사이가 남송에서 돌아와 임제종(臨済宗, 린자이슈)을 펼치다.
  - 미나모토 노 요리이에가 제 2대 쇼군에 취임.
- 3년
  - 미나모토 노 사네토모가 12세의 나이로 제 3대 쇼군에 취임.

## 서력과의 대조표
| 겐닌 | 원년   | 2년    | 3년    | 4년    |
| ---- | ------ | ------ | ------ | ------ |
| 서력 | 1201년 | 1202년 | 1203년 | 1204년 |
| 간지 | 신유   | 임술   | 계해   | 갑자   |

## 같이 보기
- 일본의 연호 일람

| 이전 쇼지 | 일본의 연호 1201년 ~ 1204년 | 다음 겐큐 |